# Кохтла (волость)
Ко́хтла (эст. Kohtla vald) — бывшая волость в Эстонии, уезда Ида-Вирумаа, в результате административной реформы местных самоуправлений Эстонии 2017 года включённая в состав волости Тойла.
На территории волости располагались 17 деревень: Амула, Ярве, Каазикайа, Каазиквялья, Кабелиметса, Кохтла, Кукрузе, Мыйзамаа, Онтика, Паате, Пеэри, Рооду, Сака, Серваээре, Тякуметса, Валасте и Витсику.